# Syfania oberthuri
Syfania oberthuri är en fjärilsart som beskrevs av Alphéraky 1895. Syfania oberthuri ingår i släktet Syfania och familjen nattflyn. Inga underarter finns listade i Catalogue of Life.